# San Jorge (Córdoba)
San Jorge es una de las 7 Subregiones del departamento colombiano de Córdoba. Está integrada por los siguientes municipios:
- Ayapel
- Buenavista
- La Apartada
- Montelíbano
- Planeta Rica
- Pueblo Nuevo
- Puerto Libertador
- San José de Uré